# مادر و فرزند (فیلم ۲۰۰۹)
مادر و فرزند (به انگلیسی: Mother and Child) فیلمی است محصول سال ۲۰۱۰ و به کارگردانی رودریگو گارسیا است. در این فیلم بازیگرانی همچون نائومی واتس، آنت بنینگ، کری واشینگتن، جیمی اسمیتس، ساموئل ال. جکسون، دیوید مورس، دیوید رمزی، شارکا اپس، ایمی برنمن، مارک بلوکاس و کارلا گالو ایفای نقش کرده‌اند.